# Ngila Dickson
Ngila Dickson, ONZM (Dunedin; 1958) es una diseñadora de vestuario de cine y televisión neozelandesa. Su trabajo más notable fue el vestuario de El Señor de los Anillos: el retorno del Rey (2003) y El Señor de los Anillos: la Comunidad del Anillo (2001), ambas rodadas en Nueva Zelanda, y varios años de trabajo para Xena: la princesa guerrera.
Ella y Richard Taylor ganaron el Óscar al mejor diseño de vestuario en la ceremonia de 2004 por El Señor de los Anillos: el retorno del Rey. Además, Dickson tiene en su haber otras nominaciones en la misma categoría por El último samurái (2004) y El Señor de los Anillos: la Comunidad del Anillo.
Otros premios y nominaciones cinematográficas reseñables son:
- Nominada al premio BAFTA al mejor vestuario por El Señor de los Anillos: la Comunidad del Anillo y El Señor de los Anillos: el retorno del Rey.
- Ella y Richard Taylor ganaron el mismo premio anterior en 2003 por El Señor de los Anillos: las dos torres (2002).
- Ganó en 2004 el Premio del Sindicato de Diseñadores de Vestuario por El Señor de los Anillos: el retorno del Rey.

Dickson está casada con Hamish Keith. Fue nombrada oficial de la Orden del Mérito de Nueva Zelanda en 2005.

## Filmografía

### Diseño de vestuario
- Green Lantern (2011)
- Fool's Gold (2008)
- Blood Diamond (2006)
- The Illusionist (2006)
- Without a Paddle (2004)
- The Lord of the Rings: The Return of the King (2003)
- The Last Samurai (2003)
- The Extreme Team (2003)
- The Lord of the Rings: The Two Towers (2002)
- The Lord of the Rings: The Fellowship of the Ring (2001)
- Young Hercules (1998)
- Xena: Warrior Princess (1995–1999)
- Mysterious Island (1995)
- Hercules: The Legendary Journeys (1995)
- Peach (1995)
- Heavenly Creatures (1994)
- Jack Be Nimble (1993)
- Crush (1992)
- The Rainbow Warrior (1992)
- My Grandfather is a Vampire (1991)
- User Friendly (1990)
- The Rainbow Warrior Conspiracy (1989)

### Otras labores
- Ruby and Rata (1990): supervisora de vestuario.

## Premios y distinciones
Premios Óscar
| Año  | Categoría                 | Película                                         | Resultado |
| ---- | ------------------------- | ------------------------------------------------ | --------- |
| 2002 | Mejor diseño de vestuario | El Señor de los Anillos: la Comunidad del Anillo | Nominada  |
| 2004 | Mejor diseño de vestuario | El Señor de los Anillos: el retorno del Rey      | Ganadora  |
| 2004 | Mejor diseño de vestuario | El último samurái                                | Nominada  |